# Малый Пижай
Малый Пижай (мар. Марий Пыжай) — деревня в Сернурском районе Республики Марий Эл. Входит в состав Сердежского сельского поселения.

## География
Находится в северо-восточной части Республики Марий Эл на расстоянии приблизительно 14 км на северо-восток от районного центра, посёлка Сернур.

## История
Известна с 1884 года как починок, где насчитывалось 40 дворов, 230 человек, В 1926 году в деревне проживал 271 человек, в том числе — 258 мари и 12 русских (дворов насчитывалось 59, из них 58 — марийских и 1 — русский). В 1935 году в 65 дворах проживал 301 человек. В 2005 году оставалось 14 домов. В советское время работали колхозы «У Пижай», «Путь к коммунизму», совхозы «Кугушенский» и «Россия».

## Население
Население составляло 38 человек (мари — 95 %) в 2002 году, 28 — в 2010.

## Известные уроженцы
Дим. Орай (Богословский Дмитрий Фёдорович) (1901—1950) — марийский советский писатель, журналист, классик марийской художественной литературы.